# Nano-JASMINE
Pour les articles homonymes, voir Nano (homonymie) et Jasmine.
Nano-JASMINE (Nano-Japan Astrometry Satellite Mission for Infrared Exploration) est un petit satellite d'astrométrie (mesure de la position et du mouvement des étoiles) expérimental de 35 kg développé par le Japon. Il doit être placé sur une orbite héliosynchrone vers 2020 mais sans lanceur attribué, il est envoyé dans un musée.

## Contexte
Nano-JASMINE est le premier d'une série de trois satellites d'astrométrie de taille croissante développés conjointement par l'Université de Tokyo (plateforme et stations terrestres), l'Observatoire astronomique national du Japon et l'Université de Kyoto. Small-JASMINE, un satellite de 400 kg dont le lancement est planifié vers 2021, doit permettre de déterminer la position des étoiles avec une précision de 10 à 50 micro secondes d'arc tandis que JASMINE (lancement vers 2030), d'une masse de 1 500 kg, portera la précision à 10 micro secondes d'arc,.

## Caractéristiques techniques
Nano-JASMINE dont le champ optique est de 0,5° x 0,5° utilise un miroir primaire de 5 cm de diamètre pour faire des relevés d'étoiles avec une précision de 3 millisecondes d'arc pour une magnitude apparente de 7,5. La technique d'observation utilisée, similaire à celle du satellite d'astrométrie de l'Agence spatiale européenne Gaia consiste à observer simultanément deux régions de l'espace séparées de 99,5°. Les images des deux régions sont combinées au niveau du miroir primaire. Le détecteur unique comprend 1024x1024 pixels.

## Objectifs
Le satellite doit permettre de dresser une carte  astrométrique tri dimensionnelle d'une région de l'espace dominée par les émissions dans l'infrarouge avec une précision de l'ordre du milliseconde d'arc. Sur le plan technologique, le satellite doit démontrer la capacité à développer un observatoire spatial avec une orientation précise à 1 seconde d'arc près et une température maintenue avec un écart maximal de 0,1 kelvin. La mission primaire est d'une durée de 2 ans.

## Lancement
Le satellite est achevé en 2010 et il est prévu de le lancer gratuitement sur le vol inaugural du lanceur ukrainien Tsiklon-4 depuis le Centre de lancement d'Alcântara (Brésil) vers 2011. Cependant, les retards de développement de ce lanceur et de sa base brésilienne retardent plusieurs fois le lancement jusqu'à l'annulation de son développement.
Il a alors été envisagé, grâce au soutien de l'équipe du projet Gaia, de le faire lancer gratuitement par l'Agence spatiale européenne.
Cependant, en raison de la détérioration progressive du satellite, et pour se concentrer sur le développement de JASMINE, le lancement, alors prévu pour les années 2020, est annulé. Nano-JASMINE est désormais exposé au Kakamigahara Air and Space Museum (en).